# Tommy (album)
Tommy, in alcune edizioni pubblicato con il titolo Tommy (1914-1984), è il quarto album in studio degli Who. Pubblicato nel 1969 originariamente come doppio vinile, raggiunse il secondo posto della classifica inglese e il quarto in quella statunitense. È una delle prime opere rock della storia, preceduta da due "prototipi" (The Story of Simon Simopath del gruppo britannico Nirvana e S.F. Sorrow dei Pretty Things) e da un'opera completa, Orfeo 9, di Tito Schipa Jr.(prima opera rock mondiale). È, insieme a Quadrophenia, una delle due rock opera del gruppo.
Dall'album è stato successivamente tratto il film Tommy diretto da Ken Russell.

## Trama
È un'opera rock basata sulla storia di un ragazzo nato alla fine della prima guerra mondiale (nella versione cinematografica, invece, la trama si svolge alla fine della seconda guerra mondiale), che diviene sordo, cieco e muto. L'episodio che determina questa situazione è l'omicidio da parte del padre, un aviatore britannico creduto morto e tornato tardivamente dal fronte, dell'amante della madre (nella versione cinematografica è il padre naturale ad essere ucciso dall'amante). I genitori di Tommy, che assiste alla scena dietro allo specchio, dicono al bambino di non dire, vedere e sentire nulla (infatti See Me, Feel Me, Touch Me, Heal Me sarà il leitmotiv del disco). Il traumatizzato Tommy diventa così muto, cieco e sordo. A peggiorare la situazione subentrano nella sua vita le violenze sessuali da parte dello zio e gli atti di bullismo del cugino, personaggi che crudamente approfittano dello stato del bambino che non può né urlare né lamentarsi. Ogni cura e ogni tentativo di riportarlo alla normalità sono vani fino a quando Tommy si scopre "mago del flipper" e come tale ottiene notorietà e ricchezza.
Un dottore ritiene che l'unico modo per comunicare con Tommy sia attraverso uno specchio; la madre non vuole credergli e distrugge lo specchio di casa. Paradossalmente questo evento rende Tommy libero e gli fa riacquistare tutti i sensi, facendolo tornare un bambino normale; oltrepassando lo specchio, Tommy torna alla vita e inizia un percorso che lo porta a divenire una sorta di "messia" in grado di liberare e curare gli altri facendogli seguire il suo percorso.

## Storia del disco
(dichiarazione di Pete Townshend, pubblicata il 14 settembre 1968 alla rivista Rolling Stone)
Pete Townshend trasse ispirazione per l'album dagli insegnamenti del guru Meher Baba e da elementi autobiografici connessi alla sua infanzia. Un anno prima della pubblicazione dell'album, Townshend spiegò la genesi di molte delle idee poi confluite nell'opera in un'intervista alla rivista Rolling Stone:
(Pete Townshend)
Interrogato circa la sua opinione su Tommy, John Entwistle rispose:
(John Entwistle)
Musicalmente, Tommy è un complesso set di arrangiamenti pop rock, generalmente basati sulla chitarra acustica di Townshend e costruiti con l'aggiunta di sovraincisioni effettuate da tutti e quattro i membri del gruppo usando molti strumenti, inclusi basso, chitarra elettrica ed acustica, pianoforte, organo, batteria, gong, timpani, tromba, corno francese, armonie vocali, e occasionali raddoppi della voce solista.

## Copertina
La copertina dell'album è stata creata da Mike McInnerney. Una sfera di colore azzurro, nuvole e colombe che contornano le aperture quadrate, la rendono simile ad una gabbia nella quale sono racchiusi i ritratti (in bianco e nero ed altamente contrastati) dei componenti del gruppo. Sul retro le colombe in stormo vanno a riempire il fondo nero squarciato da un pugno.
L'opera esprime - con tratti quasi onirici - il senso di oppressione e la conseguente possibile liberazione di un adolescente come Tommy, isolato sia a livello sensoriale che sociale dal mondo che lo circonda proponendogli solo ipocrisie, violenze ed ingiustizie.

## Singoli
Le tracce Pinball Wizard, Go to the Mirror!, I'm Free, Christmas, e See Me, Feel Me furono tutte pubblicate su singolo. Pinball Wizard raggiunse la top 20 negli Stati Uniti e la top 5 in Gran Bretagna. See Me, Feel Me entrò nella top 20 in USA e I'm Free raggiunse la top 40.

## Accoglienza
| Recensione                    | Giudizio       |
| ----------------------------- | -------------- |
| AllMusic                      | [ 11 ]         |
| OndaRock                      | Pietra Miliare |
| Piero Scaruffi                |                |
| MusicHound Rock               | [ 12 ]         |
| Q                             | [ 13 ]         |
| Rolling Stone                 | [ 14 ]         |
| The Rolling Stone Album Guide | [ 15 ]         |
| Uncut                         | [ 16 ]         |

Alla pubblicazione del disco, la critica si divise tra quelli che lo reputavano un capolavoro, l'inizio di un nuovo genere, e chi invece pensava si trattasse di mero sfruttamento commerciale di tematiche serie come la disabilità e le molestie sessuali su minori. L'album venne messo al bando dalla BBC e da alcune stazioni radio americane proprio per i velati riferimenti alla pedofilia e alle droghe. L'opera riscosse però un enorme successo presso il pubblico, e complici le frequenti esecuzioni dal vivo dei brani del disco da parte degli Who negli anni seguenti, elevò la band al rango di superstar del rock donando loro nuovo prestigio e visibilità a livello internazionale.
In un articolo del 1969 sul The Village Voice, il critico musicale Robert Christgau affermò che, a parte We're Only in It for the Money dei Mothers of Invention, Tommy era il primo vero lavoro di ampio respiro della musica rock, aggiungendo che il lato parodistico di Townshend era maggiormente profondo e sottile rispetto a quello di Frank Zappa. Egli lodò Townshend per aver deliberatamente costruito l'album in modo da rendere ogni canzone godibile anche se presa singolarmente senza seguire il filo logico della trama del concept, e che "aveva dato al suo pubblico ciò che vuole senza affossare la propria ispirazione individuale".
Nel 1974, la rivista NME classificò Tommy alla posizione numero 16 della loro lista dei migliori 100 album di tutti i tempi.
Secondo il giornalista musicale Richie Unterberger, Tommy venne incensata dai critici dell'epoca come il capolavoro degli Who, ma la sua fortuna critica è leggermente diminuita nel corso dei decenni successivi, a causa della occasionale pretenziosità del concetto e dei brani "riempitivo" che fungono da connessione tra i temi principali della trama. Nella recensione all'album su AllMusic, Unterberger scrisse di come, nonostante i punti deboli, l'album contenga "molte canzoni eccellenti" baciate da uno stato di grazia impressionante; mentre l'abilità narrativa di Townshend di saper narrare una storia dall'ampio respiro, introdusse "nuovi orizzonti nella musica rock". Parlando del disco, la rivista Uncut scrisse che l'album "non realizza del tutto le proprie ambizioni, sebbene ottenga grandi risultati nel provarci". Mark Kemp, nella The Rolling Stone Album Guide (2004), affermò che "a posteriori, Tommy non è proprio quel capolavoro che sembrò alla sua uscita" aggiungendo anche come non sia "divertente" o "piacevole" tanto quanto The Who Sell Out (1967).
Nel 2003, Rolling Stone ha classificato Tommy alla posizione numero 96 nella sua lista dei 500 migliori album di sempre. Il disco è stato inoltre inserito alla posizione numero 90 da VH1 nel libro 1001 Albums You Must Hear Before You Die, dedicato ai migliori dischi rock. La rivista Q posizionò Tommy al nono posto nella lista "The Music That Changed the World: Part One 1954–1969" del 2004. Lo scrittore Chris Smith incluse l'album nel suo libro 101 Albums That Changed Popular Music e scrisse che Tommy "fu il primo album rock che riuscì a raccontare una storia completa con un proprio filo logico dall'inizio alla fine attraverso la progressione delle canzoni in esso contenute".

## Concerti
Per il ventennale dell'album (1989) il gruppo propose un concerto che illustrava l'intreccio originale, ossia l'ambientazione nel primo dopoguerra, con la partecipazione dei cantanti Phil Collins e Billy Idol nel ruolo dei due parenti aguzzini Ernie e Kevin, di Patti LaBelle come The Acid Queen, di Steve Winwood nella parte di The Hawker ed Elton John nel ruolo del Pinball Wizard da lui già ricoperto nel film del 1975.

## Tracce
Testi e musiche di Pete Townshend, eccetto dove indicato.
Lato 1
1. Overture (voce: Pete Townshend) – 3:51
2. It's a Boy (voce: Pete Townshend) – 2:07
3. 1921 (voci: Pete Townshend, Roger Daltrey) – 2:50
4. Amazing Journey (voce: Roger Daltrey) – 4:25
5. Sparks (strumentale) – 2:43
6. Eyesight to the Blind (The Hawker) (voce: Roger Daltrey) – 2:13 (Sonny Boy Williamson II)

Lato 2
1. Christmas (voci: Roger Daltrey, Pete Townshend) – 4:34
2. Cousin Kevin (voci: John Entwistle, Pete Townshend) – 4:07 (John Entwistle)
3. The Acid Queen (voce: Pete Townshend) – 3:35
4. Underture (strumentale) – 9:59

Lato 3
1. Do You Think It's Alright? (voci: Roger Daltrey, Pete Townshend) – 0:24
2. Fiddle About (voce: John Entwistle) – 1:30 (John Entwistle)
3. Pinball Wizard (voci: Roger Daltrey, Pete Townshend) – 3:02
4. There's a Doctor (voci: Pete Townshend, Roger Daltrey, John Entwistle) – 0:24
5. Go to the Mirror! (voci: Roger Daltrey, Pete Townshend) – 3:49
6. Tommy Can you Hear Me? (voci: Roger Daltrey, John Entwistle, Pete Townshend) – 1:36
7. Smash the Mirror (voce: Roger Daltrey) – 1:37
8. Sensation (voce: Pete Townshend) – 2:28

Lato 4
1. Miracle Cure (voci: Roger Daltrey, Pete Townshend, John Entwistle) – 0:12
2. Sally Simpson (voce: Roger Daltrey) – 4:12
3. I'm Free (voce: Roger Daltrey) – 2:40
4. Welcome (voci: Roger Daltrey, Pete Townsend; parlato: John Entwistle) – 4:34
5. Tommy's Holiday Camp (voce: Pete Townshend) – 0:58 (Keith Moon)
6. We're Not Gonna Take It (voci: Roger Daltrey, Pete Townshend, John Entwistle) – 7:09

## Formazione
The Who
- Roger Daltrey – voce, armonica a bocca
- Pete Townshend – chitarra, tastiere, voce
- John Entwistle – basso, corno, voce
- Keith Moon – batteria, percussioni, voce

Altri musicisti
- Paul Townshend – cori
- Simon Townshend – cori